# 卢日尼基地铁桥

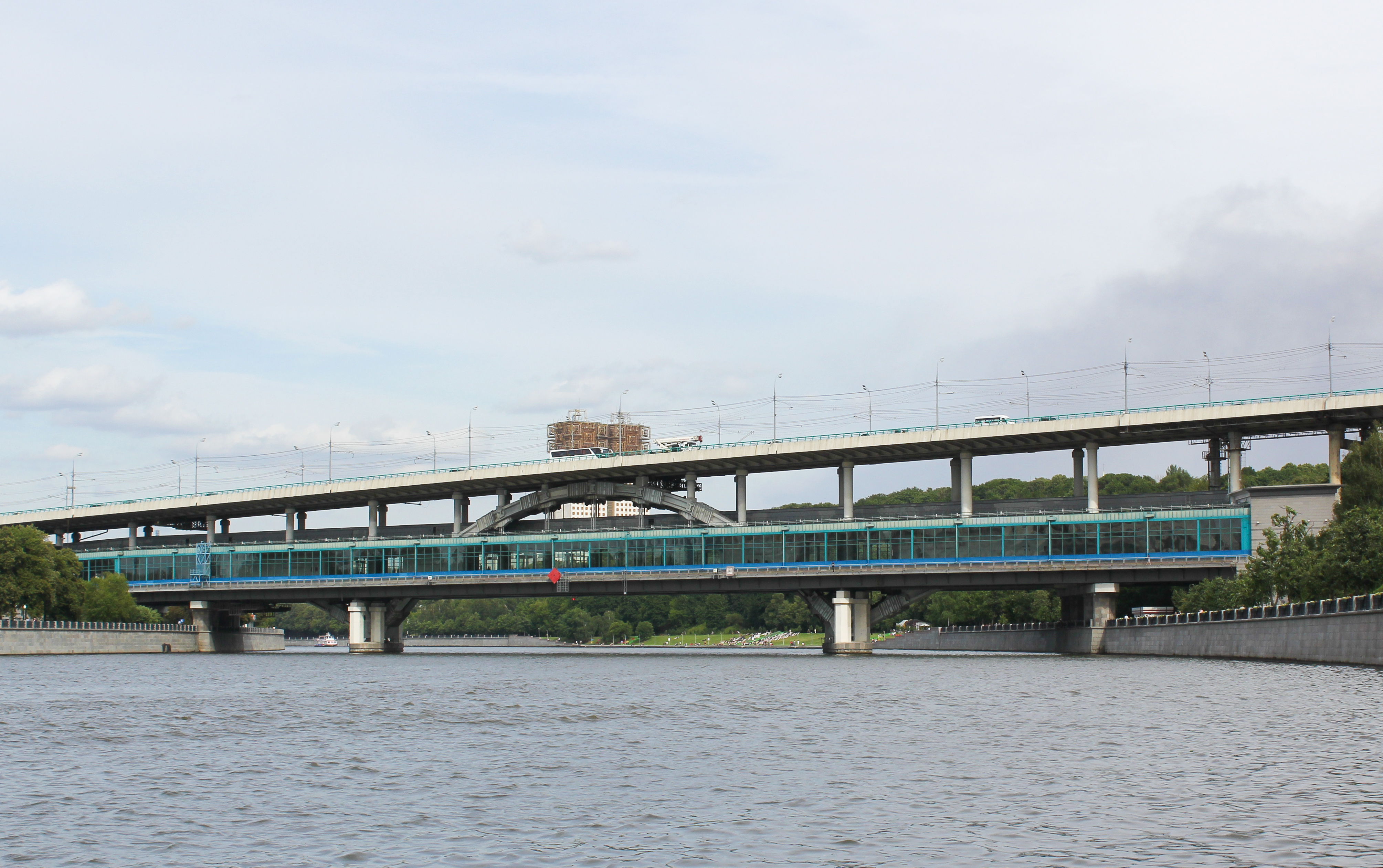
卢日尼基地铁桥

卢日尼基地铁桥（羅馬化：Luzhnetsky metromost），是俄国莫斯科西南莫斯科河上的一座双层桥梁，建于1980年代，后经过几次翻修。
该桥上层为公路，双向8车道，连接共青團大街（Комсомольский проспект）和維爾納茨基大道（Проспект Вернодского）；下层则是莫斯科1号地铁线的麻雀山站。地铁车站两侧为玻璃结构，可以在站台上看到外面的风景。大桥两端有通往莫斯科河游船码头的阶梯。